# Дворови у самоћи
Дворови у самоћи је југословенски филм из 1925. године. Режирао га је Тито Строци а сценарио је написао Милан Огризовић.

## Улоге
| Глумац                 | Улога |
| ---------------------- | ----- |
| Аманд Алигер           |       |
| Аугуст Цилић           |       |
| Алфред Гринхут         |       |
| Ела Хафнер Гјермановић |       |
| Гизела Хумл            |       |
| Виктор Лељак           |       |
| Јосип Маричић          |       |
| Мартин Матошевић       |       |
| Страхиња Петровић      |       |
| Фрања Сотошек          |       |
| Тито Строци            |       |
| Драга Весна Стиплошек  |       |